# Lior Lubin
Lior Lubin (en hebreo: ליאור ליובין‎; Ramat Gan, Israel, 19 de septiembre de 1977-22 de enero de 2024) fue un baloncestista y entrenador de baloncesto israelí que jugó en la posición de ala-pívot.

## Carrera

### Equipos
| Periodo   | Club                   |
| --------- | ---------------------- |
| 1995-1997 | Macaabi Petah Tikva BC |
| 1997–2002 | Ironi Ramat Gan        |
| 2002–2003 | Maccabi Tel Aviv BC    |
| 2003–2004 | Hapoel Tel Aviv BC     |
| 2004–2006 | BC Azovmash            |
| 2006      | AS Apollon Patras      |
| 2006–2007 | BC CSKA Sofia          |

### Selección nacional
Jugó para Israel de 2001 a 2004 y participó en el Campeonato Europeo de Baloncesto Masculino de 2001.

### Entrenador
| Periodo   | Club                  |
| --------- | --------------------- |
| 2010–2013 | Hapoel Gilboa Galil   |
| 2013      | Hapoel Holon BC       |
| 2014      | Maccabi Ashdod BC     |
| 2019–2021 | Hapoel Gilboa Galil   |
| 2021–2022 | Ironi Ness Ziona BC   |
| 2022–2023 | Hapoel Be'er Sheva BC |

## Logros

### Jugador
- Liga de Israel (1): 2003

### Entrenador
- Copa de Israel (1): 2017
- Liga Internacional de Baloncesto de los Balcanes (2): 2012, 2013

### Individual
- Estrella en ascenso de la Liga de Israel en 1999
- Líder en asistencias de la Liga de Israel en 2000